# SCCS
Source Code Control System (SCCS) — є однією з перших систем керування версій, розрахована на роботу з початковим кодом програм та з іншими текстовими файлами. Вона була спочатку розроблена в Bell Labs на мові SNOBOL в 1972 році Марком Дж. Рочкіндом (Marc J. Rochkind) для комп'ютера IBM System/370 з ОС OS/360 MVT. Пізніше система була переписана ним на C для UNIX, працювала на PDP-11 та була випущена з версією Programmer's Workbench (PWB) цієї операційної системи.

## Виноски
1. ↑  Rochkind, Marc J. (December 1975), The Source Code Control System (PDF), IEEE Transactions on Software Engineering, т. SE-1, № 4, с. 364—370, архів оригіналу (PDF) за 25 травня 2011, процитовано 7 вересня 2011 [Архівовано 2011-05-25 у Wayback Machine.]